# Бергштрессер, Николай Карлович
Николай Карлович Бергштрессер (при рождении нем. Nikolai Wilhelm Bergsträsser; 12 (24) мая 1851 — 19 июня 1919, Петроград) — российский военнослужащий, отставной вице-адмирал Российского императорского флота.

## Биография
В 1873 году поступил на военную службу. Окончил Морское училище с производством 30 августа 1876 года в гардемарины. В 1876-1877 годах был в заграничном плавании на корвете «Богатырь». 30 августа 1877 года произведен в мичманы.
С 1880 года осуществлял кругосветное плавание на клипере «Пластун», а с 1881 по 1882 продолжил плавание на клипере «Стрелок». 1 января 1882 года произведен в лейтенанты. В 1883 году награжден орденом Св. Станислава III степени. В 1883-1891 годах служил на броненосных батареях «Кремль» и «Не тронь меня» Учебного Артиллерийского отряда Балтийского флота. В 1886 году окончил курс учебно-артиллерийской команды. В том же году награжден орденом Св. Анны III степени.
5 июля 1891 года зачислен на оклад по чину капитан-лейтенанта. В кампанию 1892 года в должности старшего флаг-офицера на крейсере «Князь Пожарский» и учебном судне «Скобелев» крейсировал в Балтийском море и Финском заливе. С 1892 по 1894 год служил старшим офицером на броненосце береговой обороны «Стрелец».
1 января 1894 года произведён в капитаны 2-го ранга и проходил службу на учебном судне «Воин».
С 1 января 1895 года служил старшим офицером на броненосце береговой обороны «Кремль». В 1897-1898 годах командовал канонерской лодкой «Гроза». В 1899-1901 годах командовал броненосцем береговой обороны «Адмирал Грейг». 1 мая 1900 года «во внимание особ. трудов, понес. в суров. время года при снятии бронен. берег. обор. «Генерал-Адмирал Апраксин» с камней у остр. Гогланда» объявлено Монаршее благоволение. 
С 6 декабря 1901 по 24 июля 1906 года в чине капитан 1-го ранга командовал крейсером «Минин». 26 июля 1902 года за Высочайший смотр судов на Ревельском рейде удостоился Высочайшего благоволения. В 1902 году награжден орденом Св. Владимира IV степени с бантом и прусским орденом Красного Орла II класса. В 1904 году награжден орденом Св. Владимира III степени. 24 июля 1906 года назначен исправляющим должность капитана Кронштадтского порта.
Был командиром военного порта имени Александра III в Либаве.
В 1913 году в чине вице-адмирала вышел в отставку (проживал сначала на Васильевском острове, Средний проспект, дом 32, а на 1917 год проживал на 4-й линии).
Скончался в мае 1919 года в Петрограде и похоронен на Смоленском лютеранском кладбище.

## Награды
- Орден Святого Станислава II степени (1892)
- Орден Святой Анны III степени (1886)

## Семья
- Отец — Карл Фёдорович (1808—1874) — российский преподаватель, краевед, переводчик, писатель.
- Брат — Павел Карлович (1851—1920) — дворянин, гражданский инженер, архитектор.
- Жена — Мария Николаевна (нем. Emilie Bergsträsser, 26.8.1859 — ?)
  - Дочь — Эмилия (Евгения) (нем. Emilie von Wilcken; 1883—1975), замужем за капитаном 1-го ранга Павлом Викторовичем Вилькен; литератор, после 1921 года проживала с мужем в Финляндии, где была участницей литературно-художественного и философского объединения «Светлица».
  - Дочь — Эльза (Елизавета) Николаевна Пилсудская (1887, Кронштадт — 1975, Ленинград), замужем за офицером Георгием Пилсудским.
  - Сын — Владимир Николаевич (9.9.1888—1972, Стокгольм) — капитан 2-го ранга Императорского морского флота; в эмиграции жил в Хельсинки, где содержал магазин антиквариата, затем проживал в Стокгольме.
  - Сын — Павел Николаевич (8 декабря 1893, Кронштадт — 22 декабря 1943, в лагере в Коми АССР) — офицер Императорского морского флота, лётчик[5].